# Макс Жакоб
Макс Жакоб (на френски: Max Jacob) е френски поет, художник и критик.

## Биография
Произхожда от семейство на немски евреи, което през 1825 г. са се преселили от Саарбрюкен в Бретан, Франция.
Прекарва детството си в Кемпер. През 1890 – 1891 година преминава в Париж курс на лечение при Жан-Мартен Шарко. От 1894 година живее в Париж. Записан е в Парижкото колониално училище, което напуска през 1897 година, преследвайки артистичната си кариера. Следва право. От декември 1898 г. започва да публикува като художествен критик под псевдонима Леон Давид.
Писателската си дейност започва с книги за деца („История за крал Кабул“, 1903), нееднократно се обръща към бретонския фолклор. Поезията на Жакоб е изпълнена с гротеска и словесна игра, близка до кубизма и сюрреализма.
Той е един от първите приятели на Пабло Пикасо в Париж. Срещнали са се през лятото на 1901 година и Жакоб е човекът, който научава младия художник на френски. По-късно споделяли апартамент на булевард Волтер, така Пикасо му остава приятел за цял живот. Жакоб го запознава с Гийом Аполинер, а от своя страна Пикасо го запознава с Жорж Брак. Ще се сприятели по-нататък с Жан Кокто, Жан Хюго, Кристофър Ууд и Амедео Модиляни, който му рисува портрет през 1916 г. Проявява голям интерес към хиромантията и астрологията, увлича се от кабала. В този период за Жакоб е свойствен изключително ексцентричен стил на поведение и оригинален външен облик; афиширайки склонността си към представителите на собствения си пол, той същевременно мъчително преживява това.
Жакоб, който има еврейски корени, твърдял, че е имал видение с Исус Христос през 1909, и се прекръства като католик.
Макс Жакоб се разглежда като важна връзка между символистите и сюрреалистите, както може да се види в неговата проза Le cornet à dès и в картините му, изложени в Ню Йорк през 1930 и 1938 година.
Творбите му включват романа Saint-Matorel (1911), стиховете Le laboratoire central (1921) и La défense de Tartufe (1919), които разясняват философски и религиозни нагласи.
Известният психоаналитик Жак Лакан дължи цитата „Истината е винаги нова“ на Жакоб.

### Трагична смърт
В периода на окупацията на Франция по време на Втората световна война е принуден да носи жълта звезда и извънредно болезнено преживява това обстоятелство. През 1942 – 1943 година братът и сестрата на Жакоб загиват в нацистки концлагери. На 24 февруари 1944 г. е арестуван от гестапо като евреин и хомосексуалист, изпратен е в затвора в Орлеан, а след това – в концентрационния лагер Дранси (край Париж), където след няколко дни умира от бронхопневмония. През 1949 година прахът на Макс Жакоб е пренесен в гробището на Сен Беноа сюр Лоар, а през 1960 г. той официално е зачислен към поетите, загинали за Франция; името му е изписано на мемориалната плоча на загиналите през 1939 – 1945 г. писатели в парижкия Пантеон.